# Apatania cypria
Apatania cypria là một loài Trichoptera trong họ Apataniidae. Chúng phân bố ở miền Cổ bắc.